# Blitz (2011)
Blitz is een Britse speelfilm uit 2011. De film is gebaseerd op het gelijknamige boek van de Ierse schrijver Ken Bruen en werd geregisseerd door Elliot Lester. 

## Verhaal
Politieagent Tom Brant (gespeeld door Jason Statham) wordt krankzinnig als hij een paar criminelen in een auto ziet inbreken: hij slaat de mannen bijna kreupel, wat hem bijna z'n baan kost. Brant wordt verplicht om zich gedeisd te houden. De pers bekritiseert het politiekorps zwaar door dit incident. Ondertussen is er een seriemoordenaar actief, die The Blitz wordt genoemd. Deze moordenaar heeft het op politiemensen gemunt. Brant besluit met zijn collega en een misdaadverslaggever naar de moordenaar op zoek te gaan.

## Rolverdeling
| Acteur          | Personage           |
| --------------- | ------------------- |
| Jason Statham   | Tom Brant           |
| Paddy Considine | Porter Nash         |
| Aidan Gillen    | Barry "Blitz" Weiss |
| David Morrissey | Harold Dunlop       |
| Zawe Ashton     | Elizabeth Falls     |
| Luke Evans      | Craig Stokes        |
| Mark Rylance    | Bruce Roberts       |
| Nicky Henson    | inspecteur Brown    |
| Ned Dennehy     | Radnor              |
| Ron Donachie    | Cross               |